# Greg Nixon

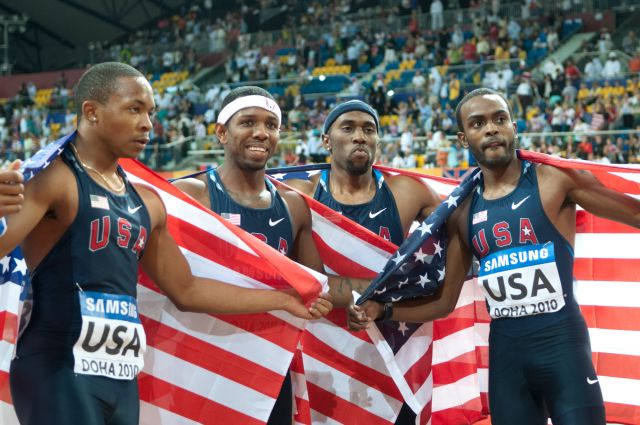
Greg Nixon (2. v. r.) mit der Weltmeisterstaffel 2010

Greg Nixon (* 12. September 1981) ist ein US-amerikanischer Sprinter, der sich auf den 400-Meter-Lauf spezialisiert hat.
Mit der US-amerikanischen Mannschaft gewann er in der 4-mal-400-Meter-Staffel Silber bei den Panamerikanischen Spielen 2007 in Rio de Janeiro und jeweils Gold bei den Hallenweltmeisterschaften 2008 in Valencia und 2010 in Doha sowie bei den Weltmeisterschaften 2011 in Daegu.

## Persönliche Bestzeiten
- 100 m: 10,63 s, 24. Mai 2009, Belém
- 200 m: 20,39 s, 18. April 2009, Greensboro
  - Halle: 20,65 s, 6. Februar 2009, Eaubonne
- 400 m: 44,61 s, 26. Juni 2010, Des Moines
  - Halle: 45,77 s, 28. Februar 2010, Albuquerque